# Tatiana Koleva

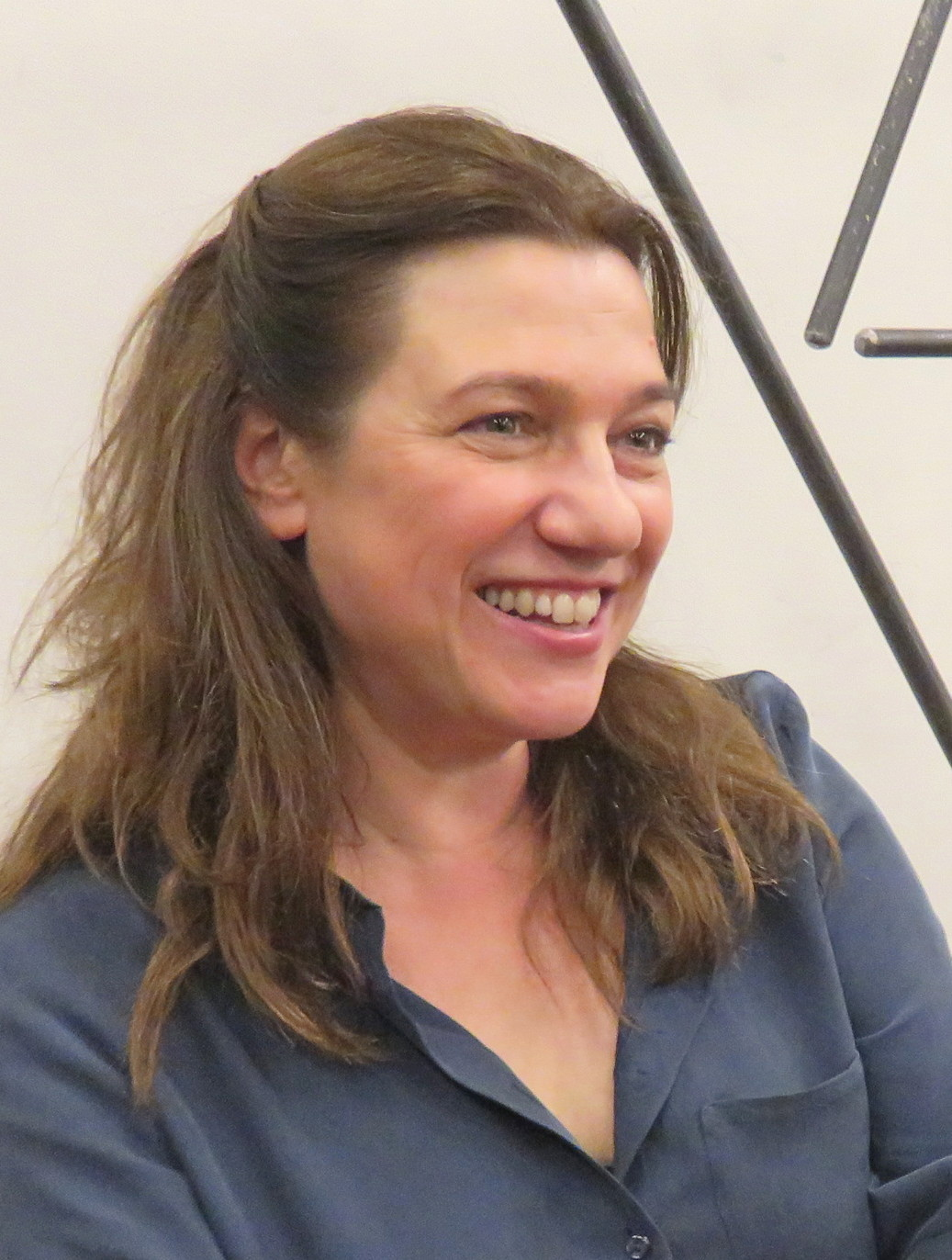
Tatiana Koleva (2019)

Tatiana Koleva (französische Transkription, bulgarisch Татяна Колева; sehr selten auch als Tatjana Kolewa [deutsche Transkription]; * 1970 in Warna) ist eine bulgarische Schlagwerkerin, die vor allem auf der Marimba hervorgetreten ist. Von der Kritik als „eine der besten Marimbaspielerinnen der Welt“ gelobt, hat sie einen wichtigen Beitrag zur Emanzipation der Marimba und anderer Schlaginstrumente als vollwertige Soloinstrumente geleistet.

## Leben und Wirken
Koleva erhielt als Kind zunächst Klavierunterricht, schrieb sich aber in der Musikschule in Warna in der Schlagzeugklasse ein. Sie studierte zunächst an der Musikakademie in Sofia, dann an den Konservatorien in Rotterdam und Den Haag bei Dobri Paliev, Robert van Sice und Wim Vos, besuchte aber auch Workshops bei James Wood und Steven Schick.
Koleva ist in den großen Konzertsälen Europas, der USA, Kanadas, Japans, Brasiliens, Jordaniens und Mexikos aufgetreten und hat als Solistin mit dem Asko Ensemble und zahlreichen weiteren Orchestern musiziert. Als Interpretin der Neuen Musik hat sie mehr als 100 Werke uraufgeführt, die speziell für ihre Solo- und Ensembleprojekte komponiert wurden. Bei vielen Stücken kommt die Aufführungstechnik „marimba extended“ zum Einsatz, die sie in intensiver Zusammenarbeit mit den Komponisten entwickelt hat; dabei nutzt sie auch andere Schlaginstrumente, Tonspuren und ihre Stimme. Auch bildete sie Duos mit dem Organisten Jan Hage, der Flötistin Eleonore Pameijer und dem Saxophonisten Rutger van Otterloo. Neben ihrer Tätigkeit als klassische Musikerin ist sie häufig an genreübergreifenden Projekten mit improvisiertem Jazz, Rock, Film- und Bühnenmusik beteiligt. Eine sehr erfolgreiche Formation dabei ist das Quartett Rubatong, mit dem sie zwei Alben vorlegte. 2004 legte sie ihr Debütalbum Knock on Wood auf ihrem eigenen Label NovaLinia Records vor. Sie machte weiterhin Aufnahmen für Decca, New World Records, Attacca, Unsounds, Mode Records, Orgelpark Records, Wergo, BVHaast, ICSM Records und andere Labels.
Koleva lebt in den Niederlanden und wirkt als Hauptfachdozentin für Schlagwerk am Prins Claus Conservatorium in Groningen. Sie ist Gründerin und künstlerische Leiterin der Nachwuchs-Formation Youth Percussion Pool und des alle zwei Jahre stattfindenden Festivals Amsterdam Marimba Weekend.

## Preise und Auszeichnungen
Koleva ist Preisträgerin des Großen Preises des bulgarischen Nationalwettbewerbs „Svetoslav Obretenov“ (1988), des Internationalen Gaudeamus-Interpretenwettbewerbs (1993) Rotterdam und wurde mit dem Kranichsteiner Musikpreis, Darmstadt '94, ausgezeichnet. Anfang 2010 erhielt sie den prestigeträchtigen Preis „Musiker des Jahres 2009“ vom Nationalen Radio und dem Publikum Bulgariens, und ihr Youth Percussion Pool wurde im selben Wettbewerb als „Ensemble des Jahres 2012“ ausgezeichnet. 2019 wurde sie mit der Goldmedaille als Sonderpreis der Manhattan Music Competition geehrt.